# هومو دی هیدروکاپسایکین
هومو دی هیدروکاپسایکین (به انگلیسی: Homodihydrocapsaicin) با فرمول شیمیایی C19H31NO3 یک ترکیب شیمیایی است. که جرم مولی آن ۳۲۱٫۴۶ گرم بر مول می‌باشد. 